# 伊萨斯卡
伊萨斯卡（義大利語：Isasca），是意大利库内奥省的一个市镇。总面积5平方公里，人口79人，人口密度15.8人/平方公里（2009年）。ISTAT代码为004103。